# Ghiacciaio delle Piode
Il ghiacciaio delle Piode è posto sul versante meridionale del Monte Rosa, in territorio valsesiano, nel comune di Alagna Valsesia.

## Posizione e caratteristiche
Il bacino collettore del ghiacciaio delle Piode è situato in un'ampia conca, fra 3400 e 3800 metri di quota, situata tra la punta Giordani e la Piramide Vincent, a ovest, e la punta Parrot, verso nord. Ad una altezza di circa 3200 metri, in corrispondenza di una emergenza rocciosa, il ghiacciaio si divide in due rami: la lingua occidentale del ghiacciaio, che lambisce l'alta bastionata rocciosa della punta Vittoria, ha il suo fronte a una quota di circa 2700 metri; la lingua orientale, più sviluppata in lunghezza, ha il fronte terminale a circa 2500 metri di quota.

## Variazioni frontali recenti
Il ghiacciaio delle Piode, come molti altri ghiacciai alpini, è in una fase di forte e progressivo regresso: soltanto negli ultimi 20 anni la quota del fronte glaciale si è innalzata di 135 metri. Dalle rilevazioni del Comitato glaciologico italiano infatti risulta, ad esempio, che la quota del fronte del ghiacciaio era collocata a 2365 m negli anni 1984-1985, mentre era salita a 2500 m negli anni 2004-2005.

### Campagne di rilevazione
Questo ghiacciaio, classificato con il n. 312 nel catasto dei ghiacciai italiani, è oggetto di periodiche rilevazioni della posizione e della quota della sua fronte glaciale, effettuate a cura del Comitato glaciologico Italiano.
| Campagna  | Variazione  | Quota fronte |
| 1980-1981 | +55? (1979) | 2595?        |
| 1982-1983 | +16,5       | 2365         |
| 1983-1984 | +4          | 2370         |
| 1984-1985 | 0           | 2365         |
| 1985-1986 | -10         | 2312         |
| 1986-1987 | -13         | 2360         |
| 1987-1988 | -14,5       | 2360         |

| Campagna  | Variazione | Quota fronte |
| 1988-1989 | -32        | 2360         |
| 1990-1991 | -19        | 2360         |
| 1992-1993 | -34 (1991) | 2360         |
| 1993-1994 | -51        | 2360         |
| 1994-1995 | -5         | 2360         |
| 1995-1996 | -5         | 2360         |
| 1996-1997 | -22        | 2360         |

| Campagna  | Variazione   | Quota fronte |
| 1997-1998 | -7           | 2360         |
| 1998-1999 | -16,5        | 2415         |
| 2000-2001 | -49,5 (1999) | 2415         |
| 2001-2002 | -6           | 2415         |
| 2002-2003 | -3           | 2415         |
| 2003-2004 | -2           | 2415         |
| 2004-2005 | -3           | 2500         |